# Tungurahua (provincie)
Tungurahua is een provincie in het midden van Ecuador. De hoofdstad van de provincie is Ambato. 
De provincie heeft een oppervlakte van 3.369 km². Naar schatting zijn er 577.551 inwoners in 2018.
De actieve vulkaan Tungurahua ligt in deze provincie.

## Kantons
De provincie is bestuurlijk onderverdeeld in negen kantons. Achter elk kanton wordt de hoofdplaats genoemd.
| Nr. | Kanton   | Inwoners | Oppervlakte | Hoofdplaats | Inwoners |
| --- | -------- | -------- | ----------- | ----------- | -------- |
| 1   | Ambato   | 370.664  | 1.009 km²   | Ambato      | 177.316  |
| 2   | Baños    | 21.908   | 1.065 km²   | Baños       | 14.100   |
| 3   | Cevallos | 10.433   | 19 km²      | Cevallos    | 3.754    |
| 4   | Mocha    | 7.260    | 86 km²      | Mocha       | 1.516    |
| 5   | Patate   | 13.879   | 315 km²     | Patate      | 2.514    |
| 6   | Pelileo  | 63.897   | 202 km²     | Pelileo     | 11.403   |
| 7   | Píllaro  | 42.497   | 443 km²     | Píllaro     | 9.816    |
| 8   | Quero    | 19.084   | 173 km²     | Quero       | 3.269    |
| 9   | Tisaleo  | 13.910   | 60 km²      | Tisaleo     | 1.561    |

| Detailkaart |
| ----------- |
|             |
| Kantons     |